# フルテック
フルテック株式会社は自動ドア装置などの販売代理店である。札幌証券取引所、東京証券取引所スタンダード上場。

## 概要
北海道・東北・関東地方全域を営業範囲とする。
自動ドアの他、ステンレス建具・分煙機トルネックス・遮煙スクリーン－ファイヤーブロック等を取り扱い品目としている。
北海道リート投資法人のスポンサーの一社である。

## 沿革
- 1963年（昭和38年）11月 - 北海道寺岡オートドア株式会社として設立
- 1970年（昭和45年）10月 - 東日本寺岡オートドア株式会社に商号変更
- 2001年（平成13年）1月 - 東京の協立オートドアを買収し寺岡ファシリティーズ株式会社に商号変更
- 2015年（平成27年）7月 - フルテック株式会社に商号変更
- 2017年（平成29年）3月 - 東京証券取引所第2部に株式上場
- 2018年（平成30年）3月 - 東京証券取引所第1部に指定替え
- 2022年（令和4年）7月22日 - 札幌証券取引所に重複上場